# Магістраль М11 (Білорусь)
Магістраль М11 — автомагістраль в Білорусі. Є частиною європейського маршруту E85.
Дорога проходить по території Гродненської та Брестської областей. Починається від прикордонного переходу Беняконі на кордоні з Литовською Республікою (в Литві — автомагістраль A15), далі прямує через Вороново, Ліду, Дятлово, Слонім і закінчується перехрестям з дорогою Р2 в районі села Битень.

## Маршрут
Протяжність траси становить близько 185,782 км.
| Відст. (близько) |  | Населений пункт             | Інші траси  |
| ---------------- |  | --------------------------- | ----------- |
|                  |  | Литва                       | A15 E85     |
| 0 км             |  | прикорд. перехід «Беняконі» |             |
| 11 км            |  | Вороново                    |             |
| 24 км            |  |                             | Р135        |
| 40 км            |  | Ліда                        | Р89, М6 E28 |
| 67 км            |  |                             | Р11         |
| 81 км            |  |                             | Р141        |
| 104 км           |  | Дятлово                     | Р10 Р108    |
| 116 км           |  |                             | Р142        |
| 125 км           |  | Козловщина                  |             |
| 152 км           |  | Слонім                      | Р41 Р85 Р99 |
| 158 км           |  | Слонім                      | Р99         |
| 185,782 км       |  | Битень                      | Р2 E85      |